# Initiative populaire « contre l'emprise étrangère et le surpeuplement de la Suisse »
L'initiative populaire « contre l'emprise étrangère et le surpeuplement de la Suisse » est une initiative populaire fédérale suisse, rejetée par le peuple le 20 octobre 1974.

## Contenu
L'initiative demande l'ajout d'un article 69quater à la Constitution fédérale limitant le nombre d'étrangers résidents en Suisse à 500 000 personnes et à 12 % de la population de chaque canton, à l'exception de Genève avec 25 %. Elle demande également que les naturalisation soient plafonnées à 4 000 par an.
Le texte complet de l'initiative peut être consulté sur le site de la Chancellerie fédérale.

## Déroulement

### Contexte historique
Cette initiative est la troisième contre la surpopulation étrangère. Alors que la première, lancée en 1965 par le parti démocratique du canton de Zurich avait été retirée en mars 1968, la seconde avait été rejetée en votation le 7 juin 1970.
Ces deux initiatives avaient été lancées devant l'augmentation de la population étrangère dans le pays qui, après avoir dépassé le 15 % en 1914 et être redescendue à 6 % au milieu des années 1950, avait connu une brusque augmentation à 10 % en 1960 puis à 14 % en 1966 et 16 % en 1969, et ceci malgré plusieurs mesures de régulation et de réduction de la main d'œuvre étrangère qui restent sans grand effet, l'augmentation étant principalement provoquée par des frontaliers et des saisonniers qui ne sont pas inclus dans les mesures limitatives ainsi que pour moitié à des enfants de moins de 16 ans, effectuant leurs études dans le pays et devant, selon le Conseil fédéral, être considérés comme assimilés lorsqu'ils entrent dans la vie professionnelle.
Comme promis pendant la campagne et à la suite du rejet populaire de la seconde initiative, le gouvernement fédéral instaure, le 16 mars 1970, une nouvelle réglementation limitant le nombre des étrangers exerçant une activité lucrative en Suisse ; cette réglementation transforme le plafonnement par entreprise, alors en vigueur, en le remplaçant par un plafonnement global. Ce nouveau système permet de stabiliser, dès la fin de l'année 1970, le nombre d'étrangers établis en Suisse qui se réduit même légèrement lors des trois années suivantes.

### Récolte des signatures et dépôt de l'initiative
La récolte des 50 000 signatures nécessaires a débuté le 27 mars 1971. Le 3 novembre de l'année suivante, l'initiative a été déposée à la chancellerie fédérale qui l'a déclarée valide le 27 du même mois.

### Discussions et recommandations des autorités
Le parlement et le Conseil fédéral recommandent tous deux le rejet de cette initiative. Dans son message adressé à l'assemblée, le Conseil fédéral démontre que l'acceptation de cette initiative demanderait le départ de 180 000 étrangers chaque année jusqu'à 1977 inclus ce qui, selon lui, est humainement, socialement, économiquement et politiquement impossible.
Le Conseil fédéral assure toutefois vouloir poursuivre la politique de lutte contre la pénétration étrangère, « même si cette politique exige de lourds sacrifices de la part de notre économie ». Outre des mesures plus restrictives, l'accent est mis sur l'intégration sociale et la naturalisation des enfants qui ont été élevés en Suisse.

### Votation
Soumise à la votation le 20 octobre 1974, l'initiative est refusée par la totalité des 19 6/2 cantons et 65,8 % des suffrages exprimés. Le tableau ci-dessous détaille les résultats par cantons :

## Effets
Malgré ses deux échecs successifs en votation, l'Action nationale contre l'emprise étrangère déposera sur le même thème et cinq ans plus tard une quatrième (sous le nom de Mouvement national d'action républicaine et sociale) puis une cinquième initiative, qui seront également refusées en votation populaire le 13 mars 1977,.
Dans les années suivantes, de nouvelles initiatives seront à nouveau déposées sur ce thème : « pour la limitation de l'immigration » en 1985, « contre l'immigration clandestine » en 1993 et « pour une réglementation de l'immigration » en 1997 ; elles seront toutes refusées en votation.